# Lake Toorah
Lake Toorah är en sjö i Australien. Den ligger i delstaten Tasmanien, i den sydöstra delen av landet, omkring 140 kilometer nordväst om delstatshuvudstaden Hobart. Den ligger vid sjön Lake Adelaide.
I omgivningarna runt Lake Toorah växer huvudsakligen savannskog. Trakten runt Lake Toorah är nära nog obefolkad, med mindre än två invånare per kvadratkilometer. Genomsnittlig årsnederbörd är 1 598 millimeter. Den regnigaste månaden är augusti, med i genomsnitt 204 mm nederbörd, och den torraste är januari, med 63 mm nederbörd.